# Suspiria (2018)
Suspiria is een Amerikaans-Italiaanse horrorfilm uit 2018, geregisseerd door Luca Guadagnino, gebaseerd op een verhaal uit het boek Suspiria de Profundis van Thomas de Quincey en een remake van de gelijknamige Italiaanse cultfilm uit 1977.

## Verhaal
Susie Bannion reist naar de dansacademie Markos in Berlijn, waar artistiek directeur, Madame Blanc, gefascineerd raakt door haar dansvaardigheden (ballet in het origineel, moderne dans in deze film). Na een reeks mysterieuze verdwijningen onder de studenten ontdekt Susie samen met haar nieuwe vriendin Sara en de oudere psycholoog Jozef Klemperer dat de school duistere geheimen heeft en hun levens in gevaar zijn.

## Rolverdeling
| Acteur              | Personage                    | Trivia                                                |
| ------------------- | ---------------------------- | ----------------------------------------------------- |
| Dakota Johnson      | Susie Bannion                | gespeeld door Jessica Harper in origineel             |
| Tilda Swinton       | Madame Blanc / Helena Markos | gespeeld door Joan Bennett / Lela Svasta in origineel |
| Mia Goth            | Sara                         | gespeeld door Stefania Casini in origineel            |
| Lutz Ebersdorf      | Dr. Jozef Klemperer          |                                                       |
| Jessica Harper      | Anke                         |                                                       |
| Chloë Grace Moretz  | Patricia Hingle              | gespeeld door Eva Axén in origineel                   |
| Angela Winkler      | Miss Tanner                  | gespeeld door Alida Valli in origineel                |
| Ingrid Caven        | Miss Vendegast               |                                                       |
| Sylvie Testud       | Miss Griffith                |                                                       |
| Renée Soutendijk    | Miss Huller                  |                                                       |
| Elena Fokina        | Olga                         | gespeeld door Barbara Magnolfi in origineel           |
| Małgosia Bela       | Mrs. Bannion / "De Dood"     |                                                       |
| Christine LeBoutte  | Miss Balfour                 |                                                       |
| Alek Wek            | Miss Millius                 |                                                       |
| Clémentine Houdart  | Miss Boutaher                |                                                       |
| Fabrizia Sacchi     | Pavla                        |                                                       |
| Jessica Batut       | Miss Mandel                  |                                                       |
| Vincenza Modica     | Miss Marks                   |                                                       |
| Brigitte Cuvelier   | Miss Kaplitt                 |                                                       |
| Gala Moody          | Caroline                     |                                                       |
| Iaia Ferri          | Judith                       |                                                       |
| Olivia Ancona       | Marketa                      |                                                       |
| Sara Sguotti        | Doll                         |                                                       |
| Anne-Lise Brevers   | Sonia                        |                                                       |
| Halla Thordardottir | Mascia                       |                                                       |
| Majon van der Schot | Janine                       |                                                       |
| Stephanie McMann    | Sadie                        |                                                       |
| Doris Hick          | Frau Sesame                  |                                                       |
| Fred Kelemen        | Rechercheur Albrecht         |                                                       |
| Mikael Olsson       | Rechercheur Glockner         |                                                       |

## Productie
De remake van Suspiria (1977) werd in 2008 al aangekondigd door regisseur David Gordon Green maar ging uiteindelijk niet door. Luca Guadagnino kondigde in september 2015 in Venetië bij de première van A Bigger Splash aan dat hij de remake in handen zou nemen. In november 2015 werd aangekondigd dat Dakota Johnson en Tilda Swinton gecast waren voor de hoofdrollen. In oktober 2016 werden Chloë Grace Moretz en Mia Goth gecast. Guadagnino verklaarde dat de film niet echt een remake maar eerder een hommage ging zijn aan de film waarbij hij op jeugdige leeftijd krachtige emoties voelde tijdens het kijken.

### Filmopnamen
De filmopnamen gingen van start op 31 oktober 2016 in Varese, Italië waar het Grand Hotel Campo dei Fiori de set werd voor de dansacademie Markos. Er werd onder meer gefilmd in het Palazzo Estense en van februari tot maart 2017 gingen de filmopnamen verder in Berlijn. De film werd net zoals zijn voorganger Call Me by Your Name (2017) opgenomen op 35 mm-film.

### Release en ontvangst
Suspiria ging op 1 september 2018 in première op het Filmfestival van Venetië. De film kreeg gemengde kritieken van de filmcritici met een score van 55% op Rotten Tomatoes, gebaseerd op 20 beoordelingen.